# Scantrust
Scantrust — швейцарская компания, которая предоставляет платформу Интернет вещей для цифрового соединения продуктов и упаковки с помощью защищенных уникальных идентификаторов. Компания разработала QR-код с дополнительным уровнем защиты от копирования, основанный на вставке шаблона выявления копии или защищенной графики, которая теряет информацию при ее копировании. Эта технология не требует специальных материалов, чернил и модификаций печатного оборудования. Данные аутентификации и отслеживания продукта могут храниться в блокчейн.
QR-коды печатаются на упаковке товара и сканируются с помощью смартфона для аутентификации и отслеживания продуктов. Компания предоставляет потребителям мобильное приложение, которое они могут использовать для сканирования и обнаружения подделок. Сканирование кода с помощью смартфона также может позволить потребителям получить информацию об отслеживании продукта. Также мобильное приложение для предприятий предоставляется для служащих, дистрибьюторов и инспекций.
Компания участвует в защите и отслеживании товаров роскоши, пищевых продуктов, промышленных машин, фильтров для воды, кабелей, агрохимической продукции и фискальных марок. Натан Дж. Андерсон — нынешний исполнительный директор Scantrust.